# Afroalemán

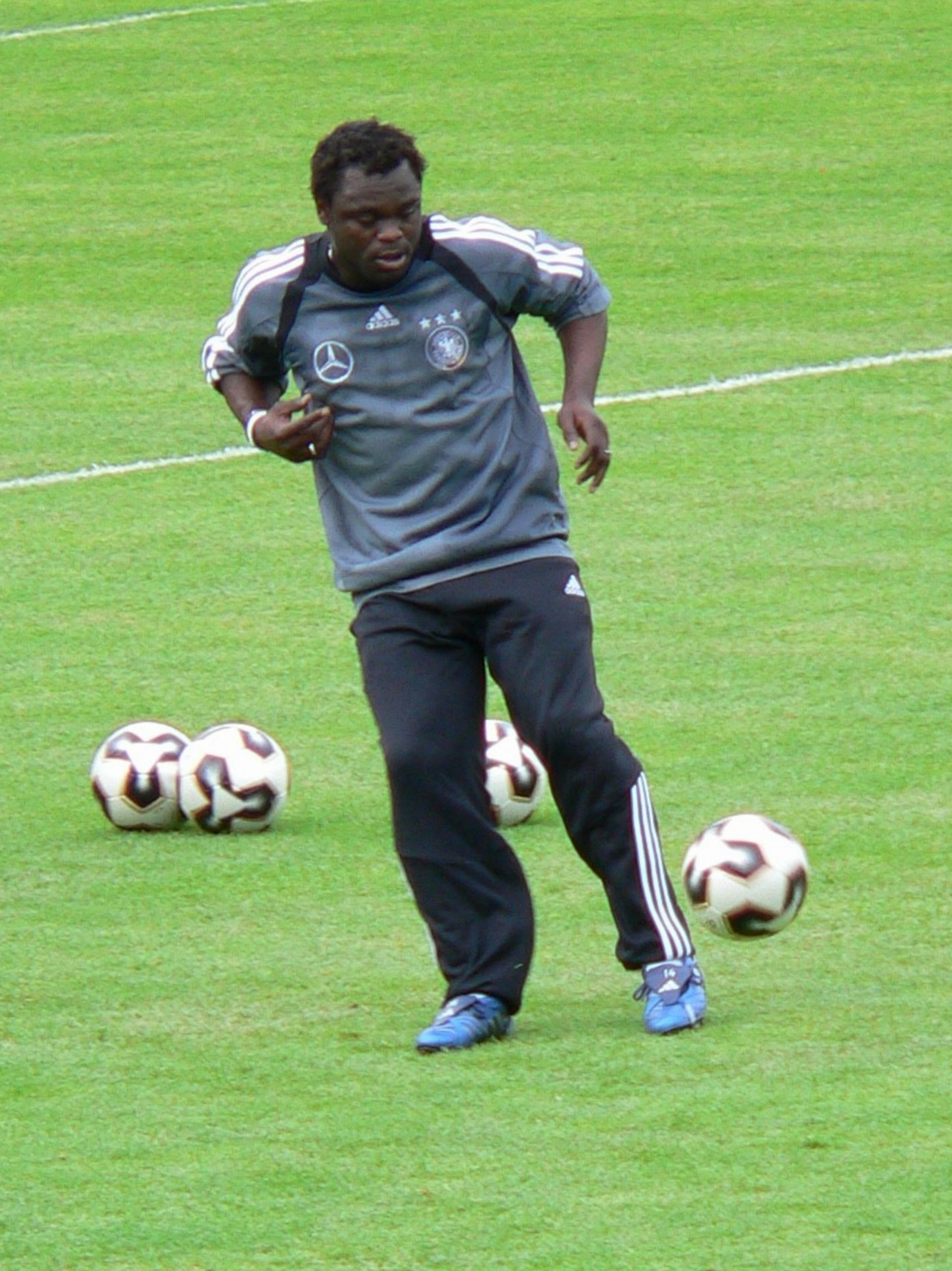
Gerald Asamoah, jugador de la Selección de fútbol de Alemania.

Los afroalemanes o alemanes negros son la comunidad negroafricana de la diáspora en Alemania.
Algunas ciudades como Hamburgo y Berlín tienen comunidades importantes de subsaharianos, así como de familias mulatas (mixtas). En los últimos años, estas comunidades también son visibles en ciudades como Fráncfort del Meno o Colonia. Se calcula que 529,000 de personas en Alemania son afrodescendientes.

## Historia
Se tiene constancia de la presencia de africanos en el territorio de la actual Alemania desde los tiempos del Imperio Romano

### Sacro Imperio Romano Germánico

Escudo de armas de Coburgo, 1493

En 926, el nubio San Mauricio se convirtió en santo patrón de los Emperadores del Sacro Imperio Romano Germánico, y desde entonces ha sido venerado con varias esculturas e imágenes en toda Alemania. Por ejemplo, es la figura central del escudo de armas de la ciudad de Coburgo.

## Afroalemanes en Alemania desde 1600
Los primeros traficantes de esclavos, misioneros y viajeros alemanes llegaron a África alrededor del 1600. Los primeros africanos que trajeron a su país trabajaban ayudando en las casas o en los negocios. La mayoría de estos vivían en condiciones similares a los trabajadores alemanes. Anton Wilhelm Amo, nacido en Ghana, se convirtió en el primer africano que fue a una universidad alemana durante la década de los años veinte del siglo XVIII. Estudió Filosofía, patrocinado por un duque alemán. El primer africano en ir a una universidad europea sería Juan Latino en la universidad de Granada, licenciado en 1556. 

### Afroalemanes entre 1884 y 1945
La época del imperialismo germano culminó con el Imperio Alemán. En la Conferencia de Berlín de 1884 sobre el Congo, acudieron la mayoría de potencias de la época. África fue dividida entre los poderes europeos. La constitución del Imperio Colonial Alemán hizo que un gran número de africanos fueran a Alemania en aquella época. Las colonias germánicas demandaban especialistas nativos para trabajar a la economía y a la administración colonial. Muchos jóvenes africanos entraron en Alemania para recibir educación. Algunos de estos recibieron educación superior en las escuelas y universidades alemanas, pero la mayoría fueron formados en África. Los africanos a menudo se utilizaban cómo intérpretes de lenguas africanas a los centros de investigación de la África germánica o en Alemania, así como para proteger a las tropas alemanas. Estos eran conocidos como los Askari.
Muchos de estos africanos, que fueron traídos cuando eran jóvenes a Alemania, permanecieron allí durante sus vidas adultas, y establecieron sus familias.

#### Bastardos de Renania
Los bastardos de Renania fueron bautizados así por la Alemana Nazi para denominar a los niños descendientes de la mezcla de alemanes y africanos. De acuerdo con las teorías racistas de los nazis, estos representaban una minoría inferior y eran susceptibles de una campaña de esterilización para evitar que, con el tiempo, se mezclaran con la población general y se difundieran y se mezclara su genética con otros miembros de la sociedad alemana.
Estos entraron en Alemania durante los años que siguieron a la Primera Guerra Mundial, cuando los franceses ocuparon Renania y utilizaron soldados africanos en sus fuerzas. Los hijos de estos fueron los bastardos de Renania, que sufrieron una fuerte discriminación racial.

#### República de Weimar

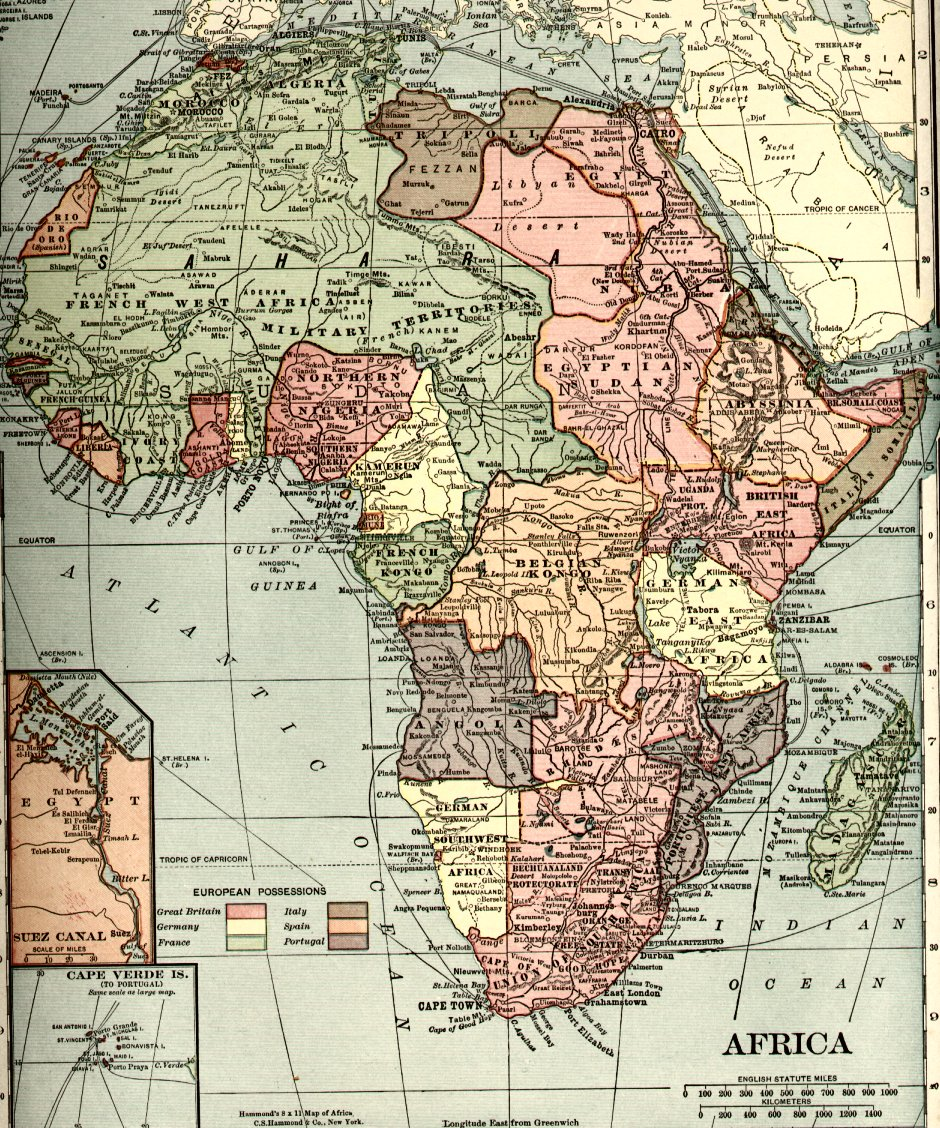
Mapa de África en 1910, con las regiones colonizadas por Alemania en color amarillo.

Después de la derrota de Alemania posterior a la Primera Guerra Mundial, los británicos y los franceses pasaron a controlar sus colonias africanas. La situación de los afroalemanes y sus familias cambió. Por ejemplo, los africanos poseían un carné de identidad de la Alemania colonial. Después del Tratado de Versalles, los africanos tendrían que convertirse en ciudadanos de los nuevos estados que regían sobre sus territorios. Aun así, la mayoría de afroalemanes preferían quedarse en Alemania.
Entre las numerosas actividades políticas de los africanos, se encuentra la fundación de una revista bilingüe que se distribuyó en Alemania y en Duala, titulada "Elolombe ya Cameroon" (Solo de Camerún). También se estableció un grupo de africanos en la sección germánica de la organización de los derechos humanos que tenía la base en París: "The German section of the League to the Defend of the Negro Race".
Muchos de los africanos que vivían en Alemania durante la Gran Depresión, no obtuvieron compensaciones por el paro. También tuvieron problemas con Extranjería.

#### La Alemania Nazi
Las condiciones de los afroalemanes y sus familias empeoraron mucho durante la dictadura nacionalsocialista. Los afroalemanes naturalizados perdieron sus pasaportes. Las condiciones de trabajo y los viajes se volvieron extremadamente difíciles para los músicos, los trabajadores del circo y los actores negros.
A los afroalemanes les era muy difícil encontrar o mantener sus trabajos, debido a la propaganda nazi.
Los políticos de la Alemana Nazi y sus autoridades veían a los afroalemanes como extremadamente contradictorios e irracionales. Hubo discusiones secretas entre los funcionarios nazis que especularon sobre la posibilidad de incorporar a los africanos al sistema, haciendo propaganda pro-germánica, puesto que planificaron una África colonial bajo el dominio alemán. La legislación planificó un sistema parecido al apartheid, en el que se incluirían leyes sobre la esclavitud y que darían un pasaporte a los africanos. Sin embargo, la Alemania nazi nunca alcanzó su sueño colonial.
Los afroalemanes fueron objetivos del racismo nazi. Fueron recluidos en campos de concentración y esterilizados. A pesar de estas circunstancias, los afroalemanes recibieron algunas formas de solidaridad y apoyo por parte de los alemanes durante estos años.
Contradictoriamente, algunos voluntarios afroalemanes y africanos de las colonias francesas (dado que Francia fue invadida por las tropas alemanas) se incorporaron al Ejército, a las SS e inclusive en los cuerpos armados de la LVF o en la División Charlemagne. También estos últimos fueron objeto de masacres en los campos de concentración.

### Afroalemanes en Alemania desde 1945
El fin de la Segunda Guerra Mundial trajo la ocupación por parte de las fuerzas aliadas del territorio alemán, en las que había numerosos soldados afroamericanos o de ascendencia africana. Más de 100.000 soldados de los Estados Unidos permanecieron en territorio alemán. Algunos de estos establecieron sus vidas en Alemania y algunos trajeron sus familias o fundaron nuevas familias.
Desde finales de la década de los 80 del siglo XX, Alemania ha recibido un gran número de exiliados e inmigrantes africanos.

## Alemania actual

### Políticos y vida social
- Hans Massaquoi: Periodista. Ha escrito sobre su infancia en la Alemana nazi.

### Arte, cultura y música
La vida cultural de los afroalemanes es muy compleja. Con la emergencia de la MTV y el canal Viva se ha incrementado la etnificación globalizada y la cultura pop americana está presente en la cultura y en los medios de comunicación alemanes.
En Alemania se han multiplicado los premios y concursos que han tenido como objetivo a los afroalemanes o a los africanos en general, como el premio May Ayim (el primer premio internacional de literatura negra de Alemania) o el premio de escultura "Black Germania". También hay premios para el panafricanismo y para la diáspora negra.
Entre otros, en Alemania hay los siguientes músicos de rap afrogermanos:
- Advanced Chemistry y "Fremd im eigenen Land"
- Afrob
- D-Flame
- Samy Deluxe
- Manuellsen
- Cassandra Steen
- Kalusha
- Haddaway
- Taktlo$$
- Deso Dogg
- Harris
- DJ Desue
- Tyron Rickets
- Jonesmann
- Chima
- Torch
- B-Tight

Cantantes de Rythm and blues:
- Joy Denalane
- Nadja Benaissa
- Francisca Urio
- Shemario Winfrey
- Mark Medlock
- Jessica Wahls
- Rob Pilatus

Músicos de rock:
- Joachim Deutschland

#### Cine
La SFD - Schwarze Filmschaffende in Deutschland (Artistas de cine negros en Alemania) es una asociación profesional que tiene su base en Berlín y que agrupa a directores, productores, guionistas y actores afroalemanes o de origen africano que viven en Alemania.
- Liz Baffoe
- Carol Campbell (actriz)
- Anne Benza-Madingou (escritor)
- Araba Walton (actriz)
- Nisma Cherrat (actriz)
- Philippa Ebéné (escritor)
- Winta Yohannes (director)

### Deporte
- Karim Adeyemi
- Dennis Aogo
- Stephan Arigbabu
- Gerald Asamoah
- Anthony Baffoe
- Collin Benjamin
- Jérôme Boateng
- Kevin-Prince Boateng
- Jerome Crews
- Célia Okoyino da Mbabi
- Bakary Diakite
- Matthias Fahrig
- Rodrique Funke
- Kamghe Gaba
- Serge Gnabry
- Demond Greene
- Jimmy Hartwig
- Jermaine Jones
- Steffi Jones
- Erwin Kostedde
- Youssoufa Moukoko
- Ademola Okulaja
- Navina Omilade
- Patrick Owomoyela
- David Odonkor
- Antonio Rüdiger
- Leroy Sané
- Dennis Schröder
- Roderick Smith
- Roben Szolkowy
- Assimiou Toure